# 博士 (異世奇人)
博士（英語：The Doctor）是英國廣播公司（BBC）長青科幻電視劇《異世奇人》的中心角色，也出現在過與此劇相關的兩部影院電影、衍生小說、廣播劇和漫畫里。

## 名號
由於英文單字Doctor也可譯作醫生，因此節目中不少出現「博士」和「醫生」的雙關語，也被解釋為是由他的名號演變而來。

## 歷史
博士來往於時間、空間之中，曾經多次拯救地球，擊退各種來犯的外星人或怪物，並數回挽救宇宙危機，威名之響足可輕易喝退一支軍隊。

### 早期经历
在新版第十二季第十集中，法师向博士展示了博士的起源。一个伽里弗雷原住民，名叫Tecteun的旅行者，在一个连接另一个世界的门附近发现了一个小女孩。
这位旅行者收养了这个小女孩，并将其作为她自己的孩子抚养。但是后来，旅行者发现这个小女孩有一种无限次重生的能力。
经过长年研究后，Tecteun将这种能力移植到了一些原住民身上，这些经过基因改造的原住民成为了时间领主一族的创始者，然而他们的重生次数被限制在了十二次。
在重生了很多次后，Tecteun将这个孩子招募进了一个秘密部门，时间领主们将其称为分部。
由于分部的保密需要，Tecteun需将这个孩子离开分部这一刻之前的记忆全部抹除，并将这个孩子留在伽里弗雷社会。但这孩子的命运，以及他是如何变成博士，仍是一个秘密。

### 發展
博士參加過以時間領主及達雷克族為主的時間大戰，其間牽涉銀河間多個種族，包括噩夢之子、劣等之遊牧族等；其家人、朋友也多犧牲於戰役中。
戰爭末期，因為時間領主的變質和達雷克族無止境的侵略破壞，博士痛下決心，在大戰中把自己的家鄉封印於口袋平行宇宙中。但因這行為產生了一個時間悖論，導致博士在重生後失去了這一段記憶，並以博士摧毀了Gallifrey的記憶代替。
之後博士則孤單地駕駛從博物館中偷出的時光機（40型TARDIS）四處旅行，不時會邀請一些伙伴進入時光機，由此展開各式各樣的冒險。

## 人物設定
博士的年齡約2000多歲，是宇宙中最後一個時間領主，隱藏自己真正的名字。
博士擁有時間領主共通的生理特色如兩顆心臟、具備無限重生能力、體力和智力遠優於人類等特質。
博士是個和平主義者，不喜歡階級禮儀和使用武器。然而，博士有配備名為超聲波螺絲起子的多用途工具，主要解鎖用。

## 歷任博士
至今，已有17位演員在電視節目里演出了這個角色，由於該角色種族重生之能力，使情節保持連續。其他幾個演員在舞台劇、電影、廣播劇以及節目的特殊情形中演出了這個角色。
目前的博士是由比莉·派柏扮演的第十六任博士。
| 博士 | 演員              | 年份                  | 備註 |
| ---- | ----------------- | --------------------- | --- |
| ?    | 喬·馬丁           | ？？？                | 首位黑人博士，其自稱Ruth doctor。但按設定，這位博士是第一任之前的博士，這也正好和timeless child的設定相對應。 |
| 1    | 威廉·哈特內爾     | 1963–1966             | |
| 2    | 帕特里克·特勞頓   | 1966–1969             | |
| 3    | 乔恩·珀特维       | 1970–1974             | |
| 4    | 湯姆·貝克         | 1974–1981             | |
| 5    | 彼得·戴維森       | 1981–1984             | |
| 6    | 科林·貝克         | 1984–1986             | |
| 7    | 西爾維斯特·麥考伊 | 1987–1989, 1996       | |
| 8    | 保羅·麥甘         | 1996, 2013            | 藉凱倫姊妹團之助重生為War Doctor，終結時間大戰                                                                |
| War  | 約翰·赫特         | 2013                  | 博士的黑歷史；從第8任重生而來，在《博士之日》事件結束後重生為第9任                                            |
| 9    | 基斯杜化·艾克斯頓 | 2005                  | |
| 10   | 大衛·田納特       | 2005–2010, 2013, 2023 | 利用《聖誕入侵》時保存重生初期的斷手，巧妙重生回復一次                                                        |
| 11   | 馬特·史密斯       | 2010–2013             | 若依用畢重生次數是第12位；最後自時間裂縫的時間管理者再得重生能力                                              |
| 12   | 彼得·卡帕尔蒂     | 2013–2017             | 首次出場為《博士之日》稱13位博士到齊，但片尾未同眾博士現身                                                    |
| 13   | 朱迪·惠特克       | 2017-2022             | 首位女博士 |
| 14   | 大衛·田納特       | 2023                  | 第十三任博士的繼承人，外貌與第十任博士相同                                                                    |
| 15   | 舒提·加特瓦       | 2023-2025             | 首位領銜主演的黑人博士                                                                                        |
| 16   | 比莉·派佩         | 2025-至今             | 外貌与前同伴罗斯·泰勒相同                                                                                     |

## 文化影響
博士持續的流行讓《每日電訊報》授予「英國人最喜愛的外星人」稱號。

## 腳注
1. ↑  第十二季第九至十集，法師指博士是timeless child（永恆的孩子）
2. ↑  .   [2020-01-28]. （原始内容存档于2020-11-25）.
3. ↑  . YouTube上的Doctor Who頻道. 2014-08-31. （原始内容存档于2020-11-07）. 外部链接存在于|publisher= (帮助) .   [2016-04-16]. 原始内容存档于2020-11-07.
4. ↑  . YouTube上的Doctor Who頻道. 2014-08-30. （原始内容存档于2020-11-22）. 外部链接存在于|publisher= (帮助) .   [2016-04-16]. 原始内容存档于2020-11-22.
5. ↑  . YouTube上的Doctor Who頻道. 2014-08-28. （原始内容存档于2020-11-21）. 外部链接存在于|publisher= (帮助) .   [2016-04-16]. 原始内容存档于2020-11-21.
6. ↑  Doctor Who boss Steven Moffat confirms Matt Smith is Thirteenth Doctor, with regeneration riddle tackled during Christmas special （页面存档备份，存于）. Daily Mirror. 2013-11.26.
7. ↑  . YouTube上的Doctor Who頻道. 2015-01-03. （原始内容存档于2020-11-01）. 外部链接存在于|publisher= (帮助) .   [2016-04-16]. 原始内容存档于2020-11-01.
8. ↑  . YouTube上的Doctor Who頻道. 2014-08-22. （原始内容存档于2016-04-14）. 外部链接存在于|publisher= (帮助) .   [2016-06-14]. 原始内容存档于2016-04-14.
9. ↑  . YouTube上的Doctor Who頻道. 2014-09-28. （原始内容存档于2020-11-21）. 外部链接存在于|publisher= (帮助) .   [2016-06-14]. 原始内容存档于2020-11-21.
10. ↑  https://www.facebook.com/DoctorWho/photos/pb.127031120644257.-2207520000.1500303972./1952889814725036/?type=3&theater
11. ↑  . www.bbc.com. 2025-05-31  [2025-05-31] （英国英语）.
12. ↑  . Daily Telegraph (UK). 4 July 2008  [4 July 2008]. （原始内容存档于2008-08-21）.